# Няршор
Няршор (устар. Няр-Шор) — река в России, течёт по территории Усть-Куломского района Республике Коми. Устье реки находится в 18 км по левому берегу реки Ыджыд-Пурга (Большая Пурга). Длина реки составляет 10 км. Площадь водосборного бассейна — 14,2 км².

## Данные водного реестра
По данным государственного водного реестра России относится к Двинско-Печорскому бассейновому округу, водохозяйственный участок реки — Вычегда от истока до города Сыктывкар, речной подбассейн реки — Вычегда. Речной бассейн реки — Северная Двина.
Код объекта в государственном водном реестре — 03020200112103000014138.